# Zadoroże (obwód witebski)
Zadoroże (biał. Задарожжа, Zadarożża; ros. Задорожье, Zadorożje) – wieś na Białorusi, w obwodzie witebskim, w rejonie głębockim, 27 km na północny wschód od Głębokiego. Leży w sielsowiecie Plissa.

## Historia
Pierwsza wzmianka o miejscowości pochodzi z czasów wojen inflanckich. W 1744 roku parafia w Zadorożu leżała w dekanacie połockim diecezji wileńskiej.
W 1870 roku wieś leżała w wołoście Plisa, w powiecie dziśnieńskim guberni wileńskiej Imperium Rosyjskiego.
W dwudziestoleciu międzywojennym wieś leżała w granicach II Rzeczypospolitej w gminie wiejskiej Plisa, w powiecie dziśnieńskim, w województwie wileńskim.
Według Powszechnego Spisu Ludności z 1921 roku zamieszkiwało tu 102 osoby, 59 było wyznania rzymskokatolickiego, 9 prawosławnego a 34 staroobrzedowego. Jednocześnie 71 mieszkańców zadeklarowało polską a 31 białoruską przynależność narodową. Było tu 15 budynków mieszkalnych. W 1931 wyszczególniono wieś i osadę. Wieś w 16 domach zamieszkiwało 99 osób, a osadę w 3 domach 16 osób.
Po agresji ZSRR na Polskę w 1939 roku miejscowość znalazła się pod okupacją sowiecką, w granicach BSRR. W latach 1941–1944 była pod okupacją niemiecką. Następnie leżała w BSRR. Od 1991 roku w Republice Białorusi.

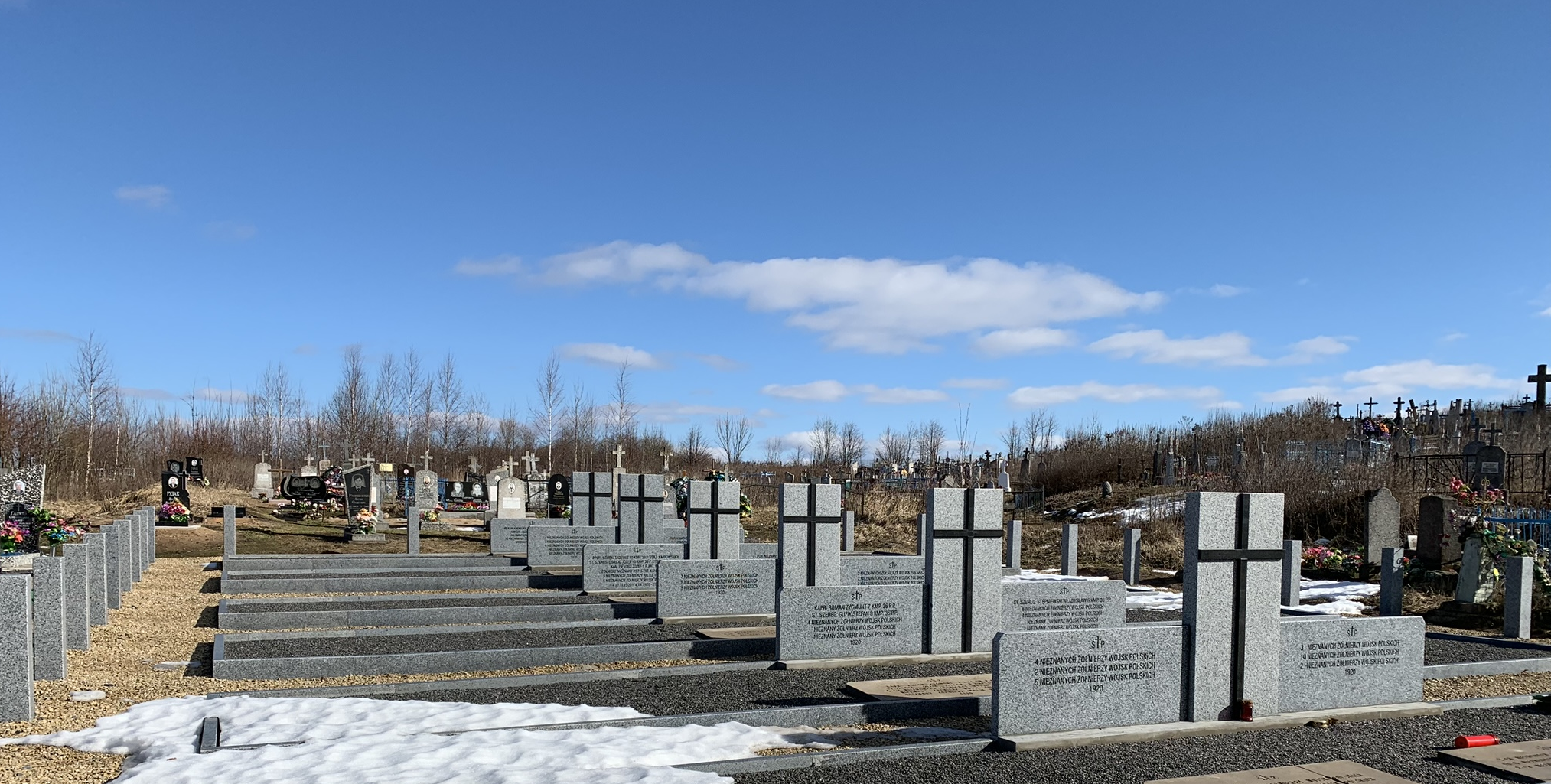
Cmentarz żołnierzy polskich

Na cmentarzu znajduje się kwatera polskich żołnierzy poległych w wojnie polsko-bolszewickiej. W sześciu zbiorowych mogiłach pochowano ponad 140 żołnierzy Wojska Polskiego. Spoczywają tu m.in. żołnierze 36 Pułku Piechoty Legii Akademickiej poległych pod Plisą oraz żołnierze 39 Pułku Piechoty Strzelców Lwowskich. Polegli oni w bitwie, która została stoczona pod Zadorożem w dniach 4–6 lipca 1920 roku. Nagrobki odnowiono w latach 2017–2018 z funduszy MKiDN.

## Parafia rzymskokatolicka
Mieszkańcy wyznania rzymskokatolickiego podlegają parafii Najświętszej Maryi Panny Łaskawej w Zadorożu. Obecny kościół parafialny wzniesiony został w 1910 roku w stylu neogotyckim.